# Filipe Fernandes
Filipe Fernandes Rodrigues Alves Nunes, meglio noto come Filipe Fernandes (Lisbona, 17 novembre 1998), è un hockeista su pista portoghese.

## Carriera
Nativo di Lisbona, è cresciuto sportivamente nel settore giovanile del Benfica, dove è rimasto per quasi un decennio senza soluzione di continuità.
A livello di prima squadra ha militato nel Paço de Arcos e nell'Amatori Lodi.